# 13 Andromedae
13 Andromedae (13 And), som är stjärnans Flamsteedbeteckning, är en ensam stjärna belägen i den västra delen av stjärnbilden Andromeda. Den har en skenbar magnitud på ca 5,75 och är svagt synlig för blotta ögat där ljusföroreningar ej förekommer. Baserat på parallaxmätning inom Hipparcosuppdraget på ca 10,9 mas, beräknas den befinna sig på ett avstånd på ca 300 ljusår (ca 92 parsek) från solen. På det beräknade avståndet minskas dess magnitud med 0,13 enheter genom en skymningsfaktor på grund av interstellärt stoft. Stjärnan rör sig närmare solen med en heliocentrisk radiell hastighet av –8 km/s.

## Egenskaper
13 Andromedae är en blå till vit jättestjärna av spektralklass B9 III eller B0 Mn och ses som en magnetiskkemiskt speciell stjärna. Den har en radie som är ca 2,2 gånger större än solens och utsänder ca 43 gånger mera energi än solen från dess fotosfär vid en effektiv temperatur på ca 9 500 K.
13 Andromedae är en variabel stjärna av typen roterande variabel av Alfa2 Canum Venaticorum-typ (ACV) som varierar från skenbar magnitud 5,73 ner till 5,77med en period av 1,47946 dygn.